# Champagne-sur-Loue
Champagne-sur-Loue – miejscowość i gmina we Francji, w regionie Burgundia-Franche-Comté, w departamencie Jura.
Według danych na rok 1990 gminę zamieszkiwało 108 osób, a gęstość zaludnienia wynosiła 29 osób/km² (wśród 1786 gmin Franche-Comté Champagne-sur-Loue plasuje się na 635. miejscu pod względem liczby ludności, natomiast pod względem powierzchni na miejscu 906.).